# Patricio Boolsen
Patricio Boolsen (Argentina, 28 de enero de 1998)  futbolista se desempeña como marcador central en Ferro Carril Oeste.

## Trayectoria

### Ferro
Tras finalizar su contrato con Aldosivi firma con el club de Caballito hasta el 31 de diciembre del 2023 para disputar el Campeonato de Primera Nacional 2023.

## Estadísticas
Actualizado al 28 de octubre de 2024

| Santamarina Argentina | 2.ª           | 2019-20       | 9   | 1 | 0 | 0 | — | — | 9   | 1 | 0.11 |
| Santamarina Argentina | 2.ª           | 2020          | 7   | 1 | 0 | 0 | — | — | 7   | 1 | 0.14 |
| Santamarina Argentina | 2.ª           | 2021          | 30  | 1 | 0 | 0 | — | — | 30  | 1 | 0.03 |
| Santamarina Argentina | Total         | Total         | 46  | 3 | 0 | 0 | 0 | 0 | 46  | 3 | 0.07 |
| Aldosivi Argentina | 1.ª           | 2022          | 19  | 1 | 1 | 0 | — | — | 20  | 1 | 0.05 |
| Aldosivi Argentina | Total         | Total         | 19  | 1 | 1 | 0 | 0 | 0 | 20  | 1 | 0.05 |
| Ferro Carril Oeste Argentina | 2.ª           | 2023          | 14  | 1 | — | — | — | — | 14  | 1 | 0.07 |
| Ferro Carril Oeste Argentina | 2.ª           | 2024          | 33  | 2 | — | — | — | — | 33  | 2 | 0.06 |
| Ferro Carril Oeste Argentina | Total         | Total         | 47  | 3 | 0 | 0 | 0 | 0 | 47  | 3 | 0.06 |
| Total carrera | Total carrera | Total carrera | 112 | 7 | 1 | 0 | 0 | 0 | 113 | 7 | 0.06 |
| (1) La copa nacional se refiere a la Copa Argentina y Supercopa Argentina . (2) La copa internacional se refiere a la Copa Sudamericana, Recopa Sudamericana y Copa Libertadores. |               |               |     |   |   |   |   |   |     |   |      |